# Демьяненко, Александр Сергеевич
Алекса́ндр Серге́евич Демья́ненко (30 мая 1937, Свердловск, СССР — 22 августа 1999, Санкт-Петербург, Россия) — советский и российский актёр театра, кино и телевидения, мастер дубляжа; народный артист РСФСР (1991).
Наиболее известен как исполнитель главной роли Шурика в кинокомедиях Леонида Гайдая — «Операция «Ы» и другие приключения Шурика» (1965) и «Кавказская пленница, или Новые приключения Шурика» (1967), а также роли инженера Тимофеева в «Иван Васильевич меняет профессию» (1973).

## Биография

### Юность и поступление в ГИТИС
Александр Сергеевич Демьяненко родился 30 мая 1937 года в Свердловске в семье преподавателя местной консерватории Сергея Петровича Демьяненко и его жены Галины Васильевны. В 1954 году, по окончании свердловской школы № 37 с углублённым изучением немецкого языка, попытался поступить в МХАТ (приёмная комиссия приезжала в Свердловск), но из-за волнения не смог. Тогда он поступил в Свердловский юридический институт, но проучился там всего полгода, поняв, что эта профессия ему не подходит. Через год вместе с друзьями отправился в Москву, где поступил в ГИТИС, который окончил в 1959 году.
В 1959 году был приглашён в Московский академический театр имени Владимира Маяковского, где проработал три года, но актёра всё больше затягивало кино. Вскоре покинул Москву и театр имени Маяковского и обосновался в Ленинграде, где жил и работал на киностудии «Ленфильм» до своей смерти.

### Роли в кино
В кино актёр дебютировал ролью, которая привлекла к нему внимание и зрителей, и режиссёров — в картине Александра Алова и Владимира Наумова «Ветер», вышедшей на экраны в 1958 году. В 1959 году сыграл эпизодическую роль фотографа в мелодраме Василия Ордынского «Сверстницы» (в титрах не значится). Также у режиссёров Алова и Наумова снялся в фильме «Мир входящему» (1961), благодаря которой его узнали за рубежом — лента была отмечена несколькими премиями на кинофестивале в Венеции.
На «Ленфильме» снялся в киноповести Владимира Венгерова «Порожний рейс» (1962), где сыграл молодого журналиста центральной газеты Сироткина, раскрывающего махинации; в детективе Николая Розанцева «Государственный преступник» (1964) — сотрудника КГБ Андрея Поликанова, расследующего дело военного преступника. Так, роль за ролью, актёр завоевывал популярность среди зрителей.
На Киностудии имени М. Горького снялся в фильме Карьера Димы Горина в роли Дмитрия Горина
На Свердловской киностудии снялся в фильме «Угрюм-река» в роли приказчика Ильи Сохатых.

#### Комедии Леонида Гайдая

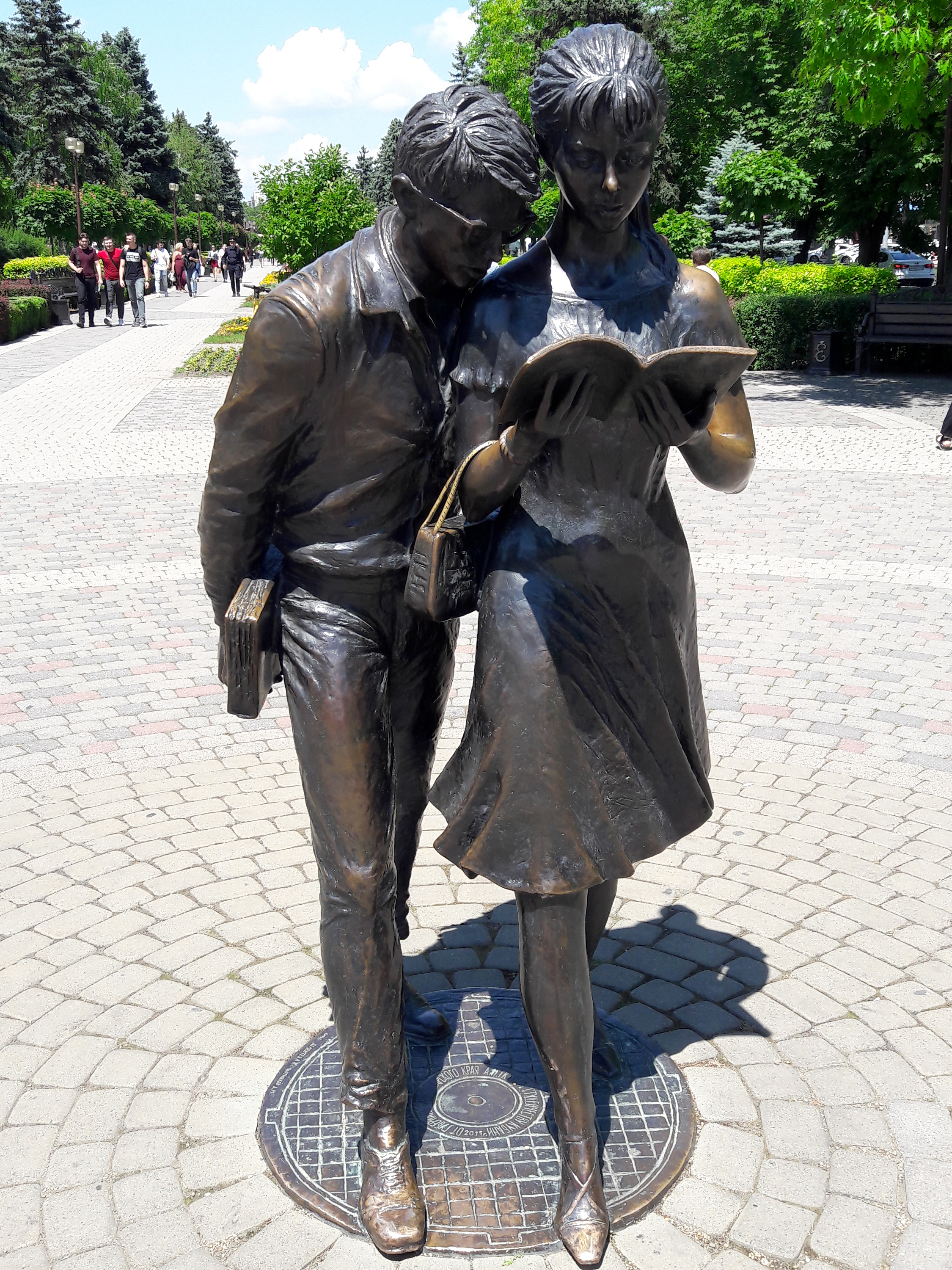
Скульптура «Студенты» в Краснодаре, напротив Кубанского государственного технологического университета

Памятники Шурику и Лиде возле Рязанского государственного университета

В роли Шурика. Кадр из фильма «Операция „Ы“ и другие приключения Шурика»

В роли Шурика. Кадр из фильма «Кавказская пленница, или Новые приключения Шурика»

В середине 1960-х Леонид Гайдай приступил к съёмкам комедии. Сценарий назывался «Несерьёзные истории», а главным героем был студент Владик Арьков. На роль главного героя Гайдай перепробовал 40 претендентов, среди которых были Виталий Соломин, Александр Леньков, Евгений Жариков и многие другие. В итоге подошёл работавший в Ленинграде Демьяненко. Он был жгучим брюнетом, а в фильме его решили сделать блондином. Сам актёр в 1998 году в беседе с Веркой Сердючкой в передаче «СВ-шоу» по этому поводу отметил следующее: 

Надо сказать, что это было довольно неприятно. В то время не было таких замечательных красителей, как сейчас. Поэтому меня красили бланкитом. Вы знаете, это что-то похожее на смесь извёстки с чем-то. Это жуткая процедура. Я был в то время брюнетом, таким жгучим. Мои волосы (мне всю голову намазали) сожгли этим бланкитом, и, к чёртовой матери, всю кожу на моей бедной голове. Так что это впечатление осталось.
 А вдова актёра Людмила Акимовна позднее вспоминала: 

Его красили беспощадно, безобразно, до волдырей на коже. Тогда были жуткие краски. Хорошо ещё, что у Саши волосы густые и, несмотря на все эксперименты, он не полысел.
Роль в фильме, получившем окончательное название «Операция „Ы“ и другие приключения Шурика» принесла актёру успех. Гайдай через два года снял продолжение приключений полюбившегося зрителям героя — «Кавказская пленница, или Новые приключения Шурика».
В 1973 году вышла комедия «Иван Васильевич меняет профессию», где Демьяненко сыграл изобретателя машины времени (его тоже зовут Шуриком, но это другой персонаж — хотя Гайдай сознательно пошел на перекличку с «Операцией Ы», в том числе когда выбрал на главную женскую роль Наталью Селезневу, партнершу Демьяненко в новелле «Наваждение»). В этом фильме Демьяненко сыграл уже со своим натуральным черным цветом волос.

### Роли на телевидении
Существует легенда о том, что после комедий Гайдая режиссёры, видевшие в Демьяненко исключительно Шурика, практически перестали его снимать. Однако это опровергается как историками кино, так и самой фильмографией артиста: в 70-е и 80-е у него стабильно выходило по несколько картин в год. Он также очень много снимался на телевидении, где выступал в самых неожиданных образах и даже играл моноспектакли, среди которых «Кумир» Дюрренматта, «Чародейная ночь» Славомира Мрожека, «До самой сути» и «Семь крестиков в записной книжке» Жоржа Сименона. Демьяненко сумел создать запоминающиеся работы в нескольких фильмах у режиссёров, которых интересовал незаурядный драматический талант актёра, — в «Угрюм-реке» и в «Учителе пения» Наума Бирмана. Кроме того, актёр много работал в театре, снимался на телевидении, озвучивал мультфильмы.
В 1968 году на ленинградском телевидении он попробовал себя в качестве кинорежиссёра, поставив короткометражный фильм «Святая ложь».
В середине 1990-х годов снимался в первом российском ситкоме «Клубничка».

### Озвучивание
Демьяненко был одним из ведущих актёров дубляжа — он озвучивал Донатаса Баниониса, а также зарубежных актёров: Омара Шарифа, Жан-Поля Бельмондо, Уго Тоньяцци, Роберта Де Ниро, Стива Бушеми, Джона Войта, Арнольда Шварценеггера, Тони Кёртиса, Калью Комиссарова и многих других.

### Роли в театре
В театре он больше выступал в антрепризах. С 1984 года до последних дней был артистом Ленинградского театра комедии имени Н. П. Акимова, где сыграл несколько ярких ролей. Последние работы на сцене — спектакль «Дон Педро» (реж.: Т. Казакова) играл на сцене театра совместно с Михаилом Светиным, также работал в ленинградском театре «Приют комедианта» и Московском академическом театре имени В. В. Маяковского.
В 1991 году был удостоен звания народного артиста РСФСР.
В середине 1990-х у театра комедии имени Н. П. Акимова сменился главный режиссёр — пришла Татьяна Казакова, у которой были свои планы и актёр в них не входил. Тогда он перешёл в театр «Приют комедианта», где сразу сыграл в двух спектаклях, ставших событием в театральной жизни Санкт-Петербурга.

### Смерть и похороны

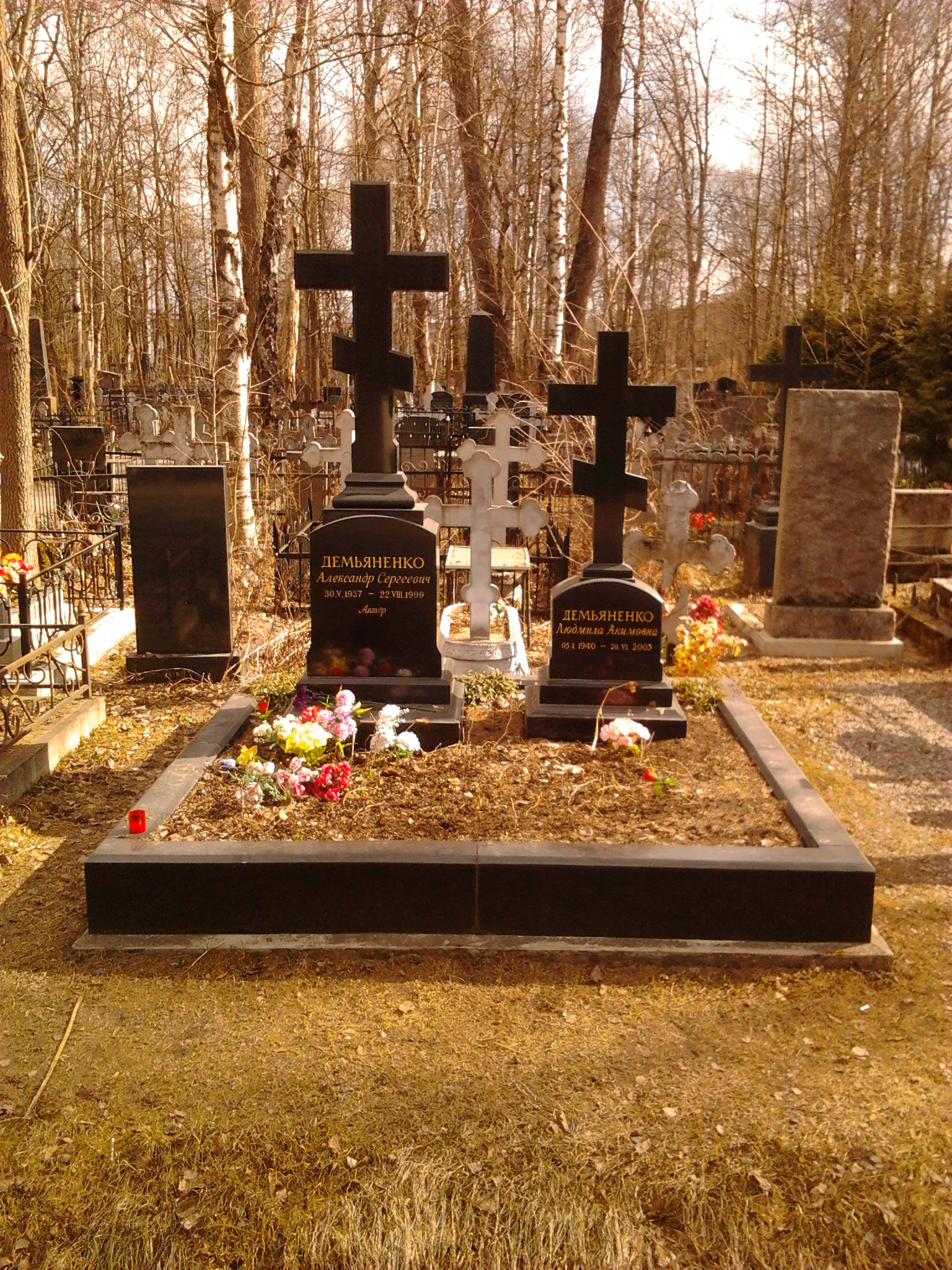
Могила Александра Демьяненко и его супруги на Серафимовском кладбище Санкт-Петербурга

Летом 1999 года стояла сильная жара. Демьяненко готовился к операции коронарного шунтирования. Операция была назначена на 1 сентября, когда все врачи планировали вернуться из отпусков, и жара должна была прекратиться. Демьяненко не дожил неделю до операции, которая могла бы сохранить ему жизнь. Он скончался в воскресенье, 22 августа 1999 года, в 11 часов утра на 63-м году жизни в Санкт-Петербурге. В качестве диагноза врачи поставили отёк лёгких, вызванный ишемической болезнью сердца.
Похоронен на Серафимовском кладбище (13-й участок) в Санкт-Петербурге.

### Семья
Отец — Сергей Петрович Демьяненко (1909, Екатеринбург — 2000, Екатеринбург) — окончил ГИТИС, актёр, режиссёр оперного класса Свердловской консерватории, преподавал актёрское мастерство и занимался организацией городских массовых праздников; после рождения сына ушёл из семьи и женился на поклоннице, которая родила ему сына и дочь, а через два года вернулся к жене, которая после этого родила двух дочерей.
Мать — Галина Васильевна Демьяненко (Белькова) (1914 — ?) — работала бухгалтером.
Единокровный брат — Владимир Сергеевич Демьяненко (род. 1941) — пианист, музыкальный работник, народный артист РСФСР, возглавлял Свердловскую филармонию.
Сёстры — Надежда, Наталья, Татьяна.

#### Личная жизнь
Первая жена — Марина Даниловна Склярова (1 апреля 1938 — 18 декабря 2017). Училась с ним в драмкружке, театровед, сценаристка, сотрудничала с Ленинградским телевидением, публиковалась в периодических изданиях. В 1990-е годы работала как составитель и переводчик над публикациями трудов и личных архивов богословов и иерархов Русской православной церкви, вышедших в четырёх томах под названием «Сосуд избранный», печаталась в православной периодике, написала несколько сборников сказок и стихов, получила награды Русской православной церкви, в 2004 году издала сборник своих стихов «Страсти по Петербургу».
Вторая жена — Людмила Акимовна Демьяненко (5 января 1940 — 20 июня 2005). Познакомилась с Александром, будучи ассистентом режиссёра дубляжа на киностудии «Ленфильм», где он работал на дубляже. Впоследствии была режиссёром дубляжа на «Ленфильме», в 1994—2005 годах — в компании «Нева-1» (с 2002 года — «Невафильм»).
Падчерица — актриса Анжелика Неволина (род. 2 апреля 1962), работает в Санкт-Петербургском Малом драматическом театре[значимость факта?].
Зять — актёр Алексей Зубарев (род. 30 марта 1954), работает в Малом драматическом театре[значимость факта?].
Александр Демьяненко проживал в Ленинграде/Санкт-Петербурге:
- с 1964 года — на Омской улице, 10[28].
- в 1970—80-х годах — на Бронницкой улице, 33[29].
- в 1980—90-х годах — на улице Тамбасова, 30, корп. 2[30][31].
- с 1995 года до конца жизни — на улице Маяковского, 15, кв. 2[32].

## Награды
- Заслуженный артист РСФСР (26 ноября 1965) — за заслуги в области советского киноискусства[33]
- Народный артист РСФСР (1991)[13]

## Память
- Решением Курганской городской Думы от 26 мая 2016 года одной из новых улиц микрорайона Левашово присвоено имя актёра[34].
- Постановлением Главы Екатеринбурга от 31 мая 2024 года в Екатеринбурге одной из новых улиц присвоено имя актёра.
- Памятники Шурику и Лиде установлены на центральной аллее Краснодара напротив Кубанского государственного технологического университета, возле Рязанского государственного университета и возле Московского экономического института (МЭИ, Москва).

## Фильмография

### Фильмография
| Год  |     | Название                                               | Роль                                                       |
| ---- | --- | ------------------------------------------------------ | ---------------------------------------------------------- |
| 1958 | ф   | Ветер                                                  | Митя                                                       |
| 1959 | ф   | Всё начинается с дороги                                | Генка                                                      |
| 1959 | ф   | Катя-Катюша                                            | Коля                                                       |
| 1959 | ф   | Сверстницы                                             | фотограф (в титрах не указан)                              |
| 1961 | ф   | Взрослые дети                                          | Игорь Николаевич Виноградов                                |
| 1961 | ф   | Карьера Димы Горина                                    | Дима Горин                                                 |
| 1961 | ф   | Мир входящему                                          | Александр Ивлев                                            |
| 1961 | ф   | Пять дней, пять ночей                                  | солдат                                                     |
| 1962 | ф   | Бей, барабан!                                          | Митька Лбач                                                |
| 1962 | ф   | Молчат только статуи                                   | Иваночкин                                                  |
| 1962 | ф   | Порожний рейс                                          | Павел Сироткин                                             |
| 1963 | ф   | Каин XVIII                                             | Ян                                                         |
| 1963 | ф   | Первый троллейбус                                      | Сергей                                                     |
| 1963 | ф   | Сотрудник ЧК                                           | Алексей Михалёв                                            |
| 1964 | ф   | Возвращённая музыка                                    | Самборский (в молодости)                                   |
| 1964 | ф   | Государственный преступник                             | Андрей Николаевич Поликанов                                |
| 1964 | ф   | Пока фронт в обороне                                   | Рунге                                                      |
| 1965 | ф   | Операция «Ы» и другие приключения Шурика               | Шурик, студент Политехнического института                  |
| 1966 | ф   | Не забудь… станция Луговая                             | студент                                                    |
| 1966 | ф   | Сколько лет, сколько зим!                              | Василий Ильич Радецкий                                     |
| 1967 | ф   | Война под крышами                                      | Павел                                                      |
| 1967 | ф   | И никто другой                                         | Андрей Зеленцов                                            |
| 1967 | ф   | Кавказская пленница, или Новые приключения Шурика      | Шурик, фольклорист                                         |
| 1967 | ф   | Мятежная застава                                       | снимался                                                   |
| 1968 | тф  | Угрюм-река                                             | Илья Сохатых                                               |
| 1969 | ф   | Завтра, третьего апреля…                               | лейтенант милиции                                          |
| 1969 | ф   | Невероятный Иегудиил Хламида                           | Уткин                                                      |
| 1969 | ф   | Рокировка в длинную сторону                            | Борис Лебедев                                              |
| 1970 | ф   | Миссия в Кабуле                                        | Смыков                                                     |
| 1970 | ф   | Мой добрый папа                                        | Владимир Иванович Иванов                                   |
| 1971 | ф   | Даурия                                                 | Бубенчиков                                                 |
| 1971 | ф   | Драма из старинной жизни                               | юродивый                                                   |
| 1971 | ф   | На даче                                                | Митя                                                       |
| 1971 | ф   | Найди меня, Лёня!                                      | шпик                                                       |
| 1972 | ф   | Здравствуй и прощай                                    | председатель колхоза                                       |
| 1972 | ф   | Последние дни Помпеи                                   | Филимон Купер                                              |
| 1972 | ф   | Приваловские миллионы                                  | Виктор Бахарев                                             |
| 1972 | ф   | Учитель пения                                          | Валерий Сергеевич                                          |
| 1973 | ф   | Иван Васильевич меняет профессию                       | Александр Сергеевич Тимофеев, инженер-изобретатель         |
| 1973 | мтф | Крах инженера Гарина                                   | эпизод                                                     |
| 1973 | ф   | Ни слова о футболе                                     | отец Нади                                                  |
| 1973 | ф   | Открытая книга                                         | Андрей Дмитриевич Львов                                    |
| 1973 | тф  | Умные вещи                                             | продавец в волшебной лавке                                 |
| 1974 | ф   | Два клена                                              | Котофей Иванович                                           |
| 1974 | ф   | Незнакомый наследник                                   | баянист                                                    |
| 1974 | ф   | Последний день зимы                                    | снимался                                                   |
| 1975 | ф   | Единственная…                                          | учёный, сотрудник ВЦ                                       |
| 1975 | ф   | Одиннадцать надежд                                     | Володя                                                     |
| 1975 | тф  | Странные взрослые                                      | Евгений Наливайко                                          |
| 1977 | ф   | Журавль в небе                                         | Андрей Заболотный                                          |
| 1977 | тф  | Эти невероятные музыканты, или Новые сновидения Шурика | Шурик, ведущий                                             |
| 1977 | ф   | Открытая книга                                         | знахарь                                                    |
| 1977 | ф   | Приятный сюрприз                                       | Поваляев                                                   |
| 1978 | ф   | Всё решает мгновение                                   | Николай Иванович Мартынов                                  |
| 1978 | ф   | Ёжик                                                   | Александр Сергеевич                                        |
| 1978 | ф   | По улицам комод водили                                 | Миша                                                       |
| 1978 | мтф | Соль земли                                             | Семён Васильевич Грибков                                   |
| 1979 | ф   | Встреча в конце зимы                                   | Кудрявый                                                   |
| 1979 | ф   | Жена ушла                                              | Степан                                                     |
| 1979 | тф  | Завтрак на траве                                       | Василий Васильевич                                         |
| 1979 | тф  | Летучая мышь                                           | адвокат Блиндт                                             |
| 1979 | ф   | Приключения маленького папы                            | взрослый папа                                              |
| 1979 | ф   | Соловей                                                | Механикус                                                  |
| 1980 | тф  | Казначейша                                             | читает текст                                               |
| 1980 | ф   | Никудышная                                             | Виктор Тихонов                                             |
| 1980 | тф  | Это было за Нарвской заставой                          | Гнутый                                                     |
| 1981 | ф   | Девушка и Гранд                                        | Трубников                                                  |
| 1981 | ф   | Пропавшие среди живых                                  | Юрий Евгеньевич Белянчиков                                 |
| 1981 | ф   | Путешествие в Кавказские горы                          | Николай Иванович                                           |
| 1981 | ф   | Снег на зелёном поле                                   | отец Толи                                                  |
| 1981 | ф   | Товарищ Иннокентий                                     | снимался                                                   |
| 1982 | ф   | Варварин день                                          | Степан                                                     |
| 1982 | ф   | Год активного солнца                                   | Мельник, директор музыкальной школы                        |
| 1982 | ф   | За счастьем                                            | Сидор Наумович                                             |
| 1982 | ф   | Не ждали, не гадали!                                   | муж-профессор                                              |
| 1983 | ф   | Графоман                                               | слесарь Коля                                               |
| 1983 | ф   | Зелёный фургон                                         | Виктор Прокофьевич Шестаков                                |
| 1983 | ф   | Место действия                                         | Закржевский                                                |
| 1983 | ф   | Эхо дальнего взрыва                                    | Альберт Валдайцев                                          |
| 1983 | ф   | Я тебя никогда не забуду                               | раненый в госпитале                                        |
| 1984 | ф   | Милый, дорогой, любимый, единственный                  | капитан милиции                                            |
| 1984 | ф   | Сказки старого волшебника                              | людоед                                                     |
| 1984 | ф   | Три процента риска                                     | Владимир Логинович Катасонов                               |
| 1985 | ф   | Когда становятся взрослыми                             | отец Мити                                                  |
| 1985 | ф   | Лиха беда начало                                       | Семёнов                                                    |
| 1985 | ф   | Сон в руку, или Чемодан                                | дядюшка Павла                                              |
| 1986 | ф   | Баллада о старом оружии                                | Иванов, водитель                                           |
| 1986 | ф   | На острие меча                                         | полковник Дорошенко                                        |
| 1987 | тф  | Он приехал в день поминовения                          | Лепар                                                      |
| 1987 | ф   | Серебряные струны                                      | Егор Архипович Суконкин                                    |
| 1988 | ф   | Муж и дочь Тамары Александровны                        | дядя Слава                                                 |
| 1989 | ф   | Светлая личность                                       | доктор Справченко                                          |
| 1989 | кор | Чародейная ночь                                        | командировочный                                            |
| 1990 | ф   | Каталажка                                              | Янов                                                       |
| 1990 | ф   | Потерпевший                                            | снимался                                                   |
| 1990 | тф  | Шаги императора                                        | командир полка                                             |
| 1991 | ф   | И чёрт с нами!                                         | Андрей Андреевич, первый секретарь обкома КПСС             |
| 1991 | ф   | Игра на миллионы                                       | Роман Жуков                                                |
| 1992 | ф   | Белые одежды                                           | Борис Николаевич Порай (Дядик Борик)                       |
| 1992 | ф   | Билет в красный театр, или Смерть гробокопателя        | нумизмат                                                   |
| 1992 | мтф | Рэкет                                                  | Гаврила Иванович Обозов                                    |
| 1992 | ф   | Семь сорок                                             | Виктор Павлович                                            |
| 1993 | ф   | Воздушный экспресс                                     | Жак                                                        |
| 1995 | с   | Дом                                                    | Порфирий Петрович                                          |
| 1997 | с   | Клубничка                                              | Валериан Макарович                                         |
| 1996 | тф  | Старые песни о главном-2                               | Шурик, знакомый Нины                                       |
| 1997 | ф   | История про Ричарда, Милорда и прекрасную Жар-птицу    | завклубом                                                  |
| 1997 | тф  | Старые песни о главном-3                               | Александр Сергеевич Тимофеев (Шурик), инженер-изобретатель |
| 1998 | кор | Содержанка                                             | известный композитор                                       |

### Киножурнал «Фитиль»
- 1975 — выпуск 156, сюжет «Новый аттракцион» — Виктор Петрович
- 1976 — выпуск 174, сюжет «Фаталист» — работник СМУ
- 1980 — выпуск 217, сюжет «Раз в год по-итальянски» — Чалкин

### Дубляж
Советские фильмы
| Год  |     | Название                              | Роль                             |
| ---- | --- | ------------------------------------- | -------------------------------- |
| 1965 | ф   | У каждого своя дорога                 | М. Асанбаев                      |
| 1966 | ф   | Никто не хотел умирать                | Донатас Банионис                 |
| 1966 | ф   | Маленький принц                       | Донатас Банионис                 |
| 1966 | ф   | На глухом хуторе                      | Донатас Банионис                 |
| 1966 | ф   | Девушка в чёрном                      | Юозас Будрайтис                  |
| 1966 | ф   | Лестница в небо                       | Мамертас Карклялис               |
| 1966 | ф   | Письма с острова Чудаков              | Аарне-Мати Юкскюла               |
| 1966 | ф   | Тайна пещеры Каниюта                  | Ульмас Алиходжаев                |
| 1967 | ф   | Попутного ветра, «Синяя птица»        | Борис Амарантов                  |
| 1968 | ф   | Мёртвый сезон                         | Донатас Банионис                 |
| 1968 | ф   | В день свадьбы                        | Анатолий Спивак                  |
| 1970 | ф   | Король Лир                            | Донатас Банионис                 |
| 1971 | ф   | Прощание с Петербургом                | Гирт Яковлев                     |
| 1972 | тф  | Табачный капитан                      | Евгений Шапин                    |
| 1972 | ф   | Командир счастливой «Щуки»            | Донатас Банионис                 |
| 1973 | ф   | Старые стены                          | Андрей Миронов                   |
| 1973 | мтф | Семнадцать мгновений весны            | немецкий лейтенант-пограничник   |
| 1973 | ф   | Открытие (Рукопись академика Юрышева) | Донатас Банионис, Михаил Кононов |
| 1974 | ф   | Не болит голова у дятла               | Михаил Светин                    |
| 1974 | ф   | Посылка для Светланы                  | Николай Величко                  |
| 1974 | ф   | Весенние перевёртыши                  | Имя персонажа не указано         |
| 1974 | тф  | Соломенная шляпка                     | Сергей Мигицко                   |
| 1975 | ф   | Дневник директора школы               | Юрий Визбор                      |
| 1975 | ф   | Одиннадцать надежд                    | Александр Голобородько           |
| 1975 | ф   | Призвание                             | Михаил Владимиров                |

| Год  |     | Название                                           | Роль                         |
| ---- | --- | -------------------------------------------------- | ---------------------------- |
| 1975 | ф   | Доверие                                            | Имя персонажа не указано     |
| 1976 | ф   | Восхождение                                        | Борис Плотников              |
| 1976 | ф   | Сладкая женщина                                    | Фёдор Никитин (нет в титрах) |
| 1977 | ф   | Вооружён и очень опасен                            | Донатас Банионис             |
| 1977 | тф  | Собака на сене                                     | Фёдор Никитин                |
| 1977 | ф   | Объяснение в любви                                 | Иван Мокеев                  |
| 1978 | ф   | Уходя — уходи                                      | Олег Кононов                 |
| 1978 | ф   | Кугитанская трагедия                               | Баба Аннанов                 |
| 1979 | ф   | Отель «У погибшего альпиниста»                     | Улдис Пуцитис                |
| 1979 | мтф | Клуб самоубийц, или Приключения титулованной особы | Донатас Банионис             |
| 1979 | ф   | Инженер Графтио                                    | Имя персонажа не указано     |
| 1980 | ф   | Гибель 31 отдела                                   | Лембит Ульфсак               |
| 1980 | ф   | Два долгих гудка в тумане                          | Николай Гринько              |
| 1982 | ф   | Магистраль                                         | Юрий Лазарев                 |
| 1982 | ф   | Трест, который лопнул                              | Регимантас Адомайтис         |
| 1982 | ф   | Детский мир                                        | Донатас Банионис             |
| 1983 | ф   | Тяжёлая ноша                                       | Нуркулы Ораздурдыев          |
| 1983 | ф   | Дублёр начинает действовать                        | Имя персонажа не указано     |
| 1984 | мтф | ТАСС уполномочен заявить…                          | Микк Микивер                 |
| 1984 | ф   | На миг оглянуться                                  | Борис Молодан                |
| 1986 | ф   | Михайло Ломоносов                                  | Юри Ярвет                    |
| 1989 | ф   | Вход в лабиринт                                    | Донатас Банионис             |
| 1992 | ф   | Колчерукий                                         | читает текст                 |

Мультфильмы
| Год  |    | Русское название              | Оригинальное название                       | Роль             |
| ---- | -- | ----------------------------- | ------------------------------------------- | ---------------- |
| 1994 | мф | Принцесса-лебедь              | The Swan Princess                           | Ротбарт          |
| 1997 | мф | Принцесса-лебедь: Тайна замка | The Swan Princess: The Secret of the Castle | Клавиус          |
| 1997 | мф | Геркулес                      | Hercules                                    | Зевс             |
| 1998 | мф | Мулан                         | Mulan                                       | император Китая  |
| 1999 | мф | Тарзан                        | Tarzan                                      | профессор Портер |

Иностранные фильмы
| Год  | Фильм            | Оригинальное название | Страна                  | Роль                                                                 |
| ---- | ---------------- | --------------------- | ----------------------- | -------------------------------------------------------------------- |
| 1965 | Большие гонки    | Great Race            | США                     | Тони Кёртис — Великий Лесли                                          |
| 1968 | Майерлинг        | Mayerling             | Франция, Великобритания | Омар Шариф — кронпринц Рудольф                                       |
| 1968 | Лев зимой        | The Lion In Winter    | Великобритания          | Джон Касл — Джеффри II Плантагенет (герцог Бретани)                  |
| 1973 | Великолепный     | Le Magnifique         | Франция                 | Жан-Поль Бельмондо — писатель Франсуа Мерлен/суперагент Боб Сен-Клер |
| 1974 | Трое на снегу    | Drei Männer im Schnee | ФРГ                     | Клаус Шварцкопф — Отто Тоблер, мультимиллионер                       |
| 1975 | Старое ружьё     | Le Vieux Fusil        | Франция, ФРГ            | [ 37 ]                                                               |
| 1976 | Частный детектив | L’Alpagueur           | Франция                 | Жан-Поль Бельмондо — Роже Пиляр / Джонни Лефон / «Охотник»           |
| 1980 | Зеркало треснуло | The Mirror Crack`d    | Великобритания          | Тони Кёртис — Марти Н. Фенн                                          |
| 1998 | Армагеддон       | Armageddon            | США                     | Стив Бушеми — Рокхаунд                                               |

### Съёмки в клипах
| Год  | Группа         | Клип              | Роль  |
| ---- | -------------- | ----------------- | ----- |
| 1994 | «Агата Кристи» | «Сказочная тайга» | камео |

## Программы и фильмы об Александре Демьяненко
| Год  | Программа                                       | Телеканал         |
| ---- | ----------------------------------------------- | ----------------- |
| 2000 | «Чтобы помнили. Александр Демьяненко»           | «ОРТ».            |
| 2004 | «Пёстрая лента. Александр Демьяненко. Не Шурик» | «Первый канал».   |
| 2005 | «Как уходили кумиры. Александр Демьяненко»      | «ДТВ».            |
| 2005 | «Мой серебряный шар. Александр Демьяненко»      | «Россия».         |
| 2006 | «Вечный Шурик. Александр Демьяненко»            | «Первый канал».   |
| 2009 | «Человек в кадре. Александр Демьяненко»         | «Время».          |
| 2009 | «Александр Демьяненко. Изношенное сердце»       | «ТВ Центр».       |
| 2011 | «Легенды мирового кино. Александр Демьяненко»   | «Культура».       |
| 2015 | «Александр Демьяненко. „Влип, очкарик!“»        | «Первый канал».   |
| 2016 | «Последний день. Александр Демьяненко»          | «Звезда».         |
| 2016 | «Раскрывая тайны звёзд. Александр Демьяненко»   | «Москва Доверие». |
| 2017 | «Александр Демьяненко. Шурик против Шурика»     | «Первый канал».   |
| 2017 | «Легенды кино. Александр Демьяненко»            | «Звезда».         |
| 2019 | «Александр Демьяненко. Я вам не Шурик!»         | «ТВ Центр».       |
| 2022 | «Александр Демьяненко. Убийственная слава»      | «ТВ Центр».       |